# Fromage laitier
 (août 2016).
Si vous disposez d'ouvrages ou d'articles de référence ou si vous connaissez des sites web de qualité traitant du thème abordé ici, merci de compléter l'article en donnant les références utiles à sa vérifiabilité et en les liant à la section « Notes et références ».
 (novembre 2022).
Un fromage laitier est un fromage élaboré dans une laiterie industrielle ou artisanale. La structure peut être agricole et industrialisée, possédée par des agriculteurs et donc gérée en coopérative agricole ou en CUMA (les fruitières, par exemple). Elle peut être aussi une entreprise indépendante qui devra alors acheter les laits crus réfrigérés auprès des agriculteurs (industrie laitière, artisan transformateur fromager). Ce type de fromage sera destiné à la commercialisation et, s'il y en a, conforme aux normes d'hygiène en vigueur sur le territoire de son élaboration.
La notion de fromage laitier industriel ou artisanal s'oppose à celles de fromage fermier.